# Kościół św. Marcina w Haren (Ems)
Kościół św. Marcina (niem. Pfarrkirche Sankt Martinus), znany również jako Emsland-Dom – rzymskokatolicka świątynia znajdująca się w niemieckim mieście Haren (Ems). Siedziba parafii św. Marcina należącej do diecezji Osnabrücku.

## Historia
Świątynia w tym miejscu znajduje się od czasów średniowiecza, w 1379 roku wybudowano tu pierwszy kościół parafialny. W latach 1853–1854 wzniesiono tu neoromańską, trójnawową świątynię. W latach 1908–1911 gmach przebudowano i rozbudowano w stylu neobarokowym wg projektu Ludwiga Beckera, realizację prac umożliwiło wsparcie finansowe ze strony przedsiębiorców tekstylnych Henriego i Stefana Esdersów. Z XIX-wiecznego budynku zachowano wieżę oraz ściany korpusu nawowego, a istniejące dotychczas trzy nawy złączono w jedną. Konsekracja świątyni miała miejsce 14 września 1911.
8 kwietnia 1945 siostra Theresia Schepers, znana pod imieniem zakonnym Kunegunde, wywiesiła przez okno dzwonnicy białą flagę, ratując miasto od zniszczenia przed alianckim bombardowaniem. W 2001 roku przearanżowano wnętrze prezbiterium, a w latach 2017–2019 świątynię wyremontowano.

## Architektura i wyposażenie
Świątynia neobarokowa z neoromańską wieżą, jednonawowa, z transeptem i kopułą nad skrzyżowaniem naw. Sklepienia nawy głównej znajdują się na wysokości 15 m, co jest równe szerokości nawy. Wewnętrzna długość świątyni bez wieży wynosi 58,75 m. Czasza kopuły sięga 27 m, a wysokość do szczytu latarni wynosi 57,5 m.
Ołtarz główny zdobi obraz autorstwa Gerharda Lammersa, przedstawiający Chrystusa zmartwychwstałego w otoczeniu papieża Leona XIII i świętych: Fryderyka, Julianny, Małgorzaty Marii Alacoque, Alfonsa, Agnieszki, Franciszka, Tomasza z Akwinu, Marcina i Gerarda Majelli, oraz naturalnej wielkości rzeźby świętych: Piotra, Marcina, Fryderyka i Pawła. Drzwiczki tabernakulum dekoruje postać Chrystusa w koronie cierniowej i Chrystusa zmartwychwstałego łamiącego chleb. Marmurowy ołtarz celebracyjny o wadze 6 ton, wykonany przez Ernsta Raschego, poświęcił 11 listopada 2001 bp Franz-Josef Bode.
Najstarszym elementem wyposażenia jest późnoromańska chrzcielnica z ok. 1200 roku, pochodząca ze średniowiecznej świątyni. Jej pokrywa pochodzi z roku 2011, wykonał ją rzeźbiarz Paul Brandenburg. 14 witraży doświetlających wnętrze przedstawia sceny z życia św. Marcina. Organy z 1970 roku pochodzą z warsztatu Kreienbrink, składają się z 2898 piszczałek zgrupowanych w 39 głosów. Na wieży kościoła zawieszono trzy dzwony z lat 1510, 1650 i 1921 o imionach: Anna, Maria i Martin.

## Galeria

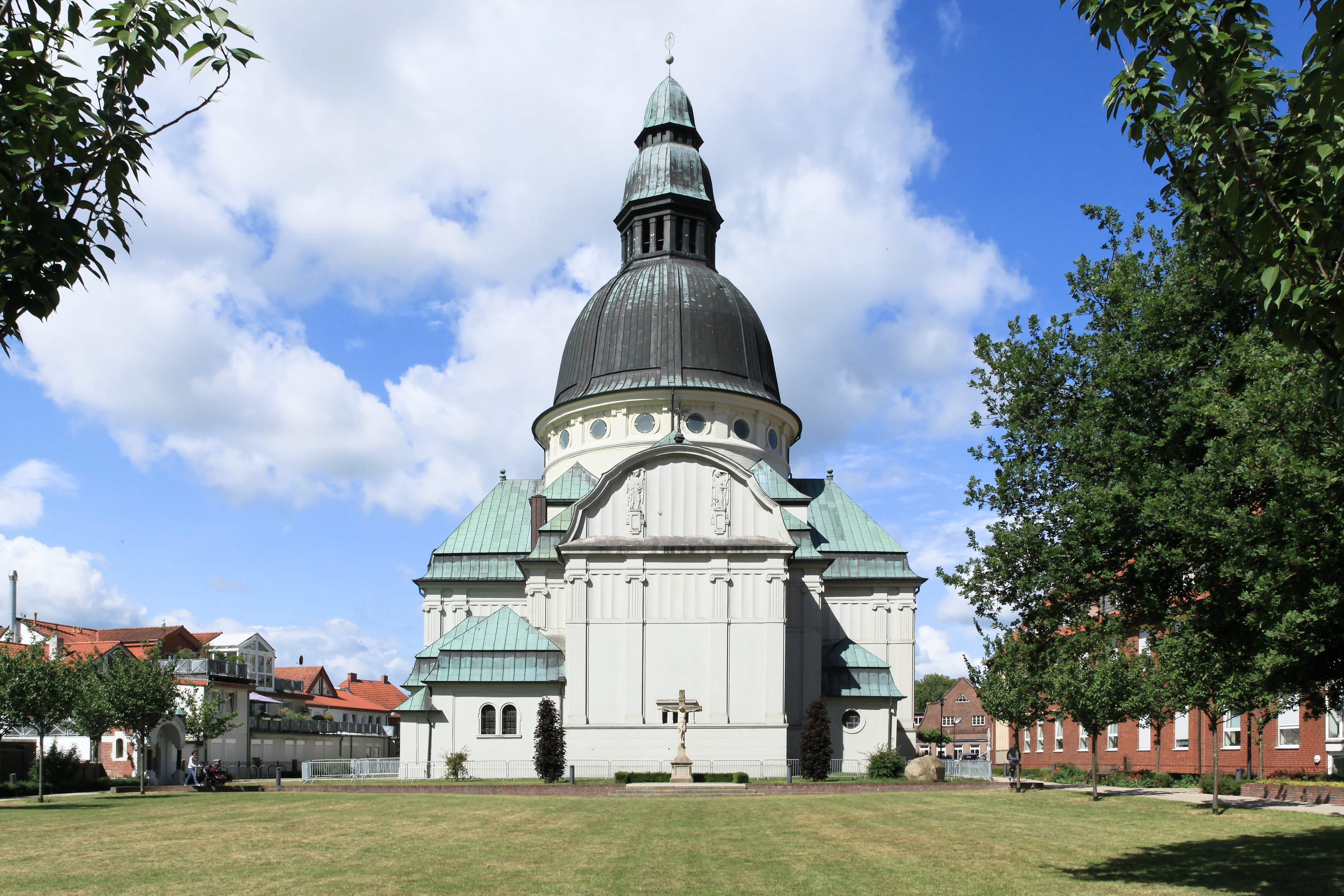
Widok ze wschodu
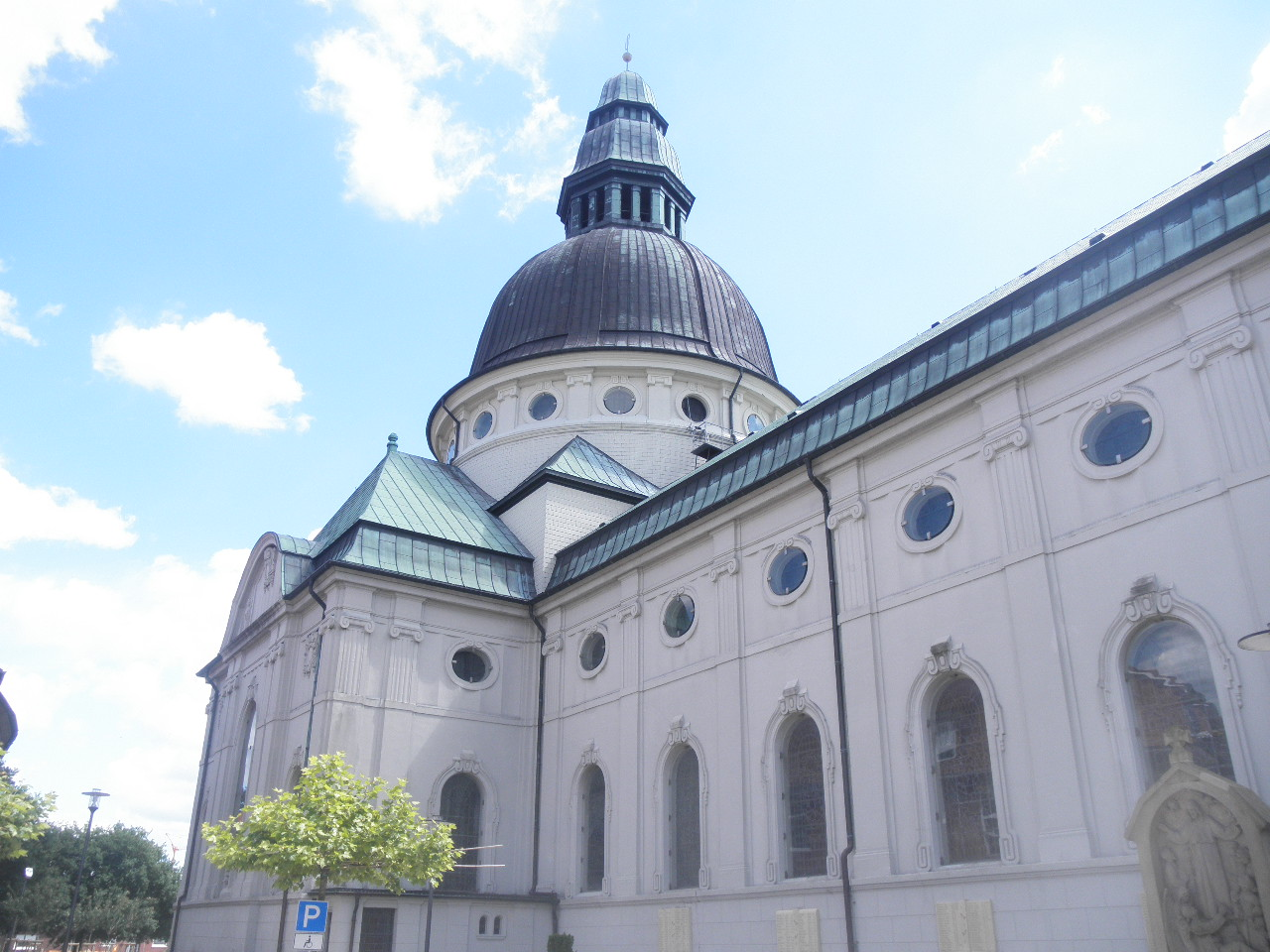
Widok z północnego zachodu na kopułę
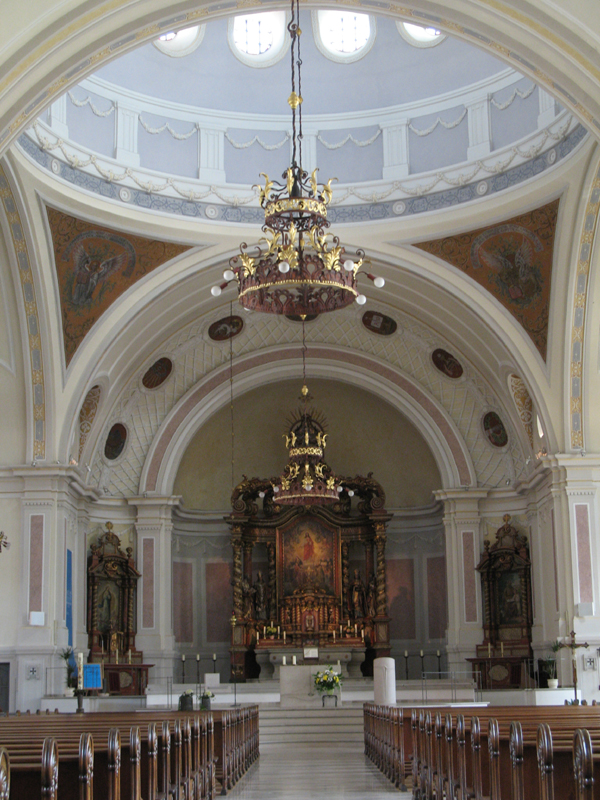
Wnętrze
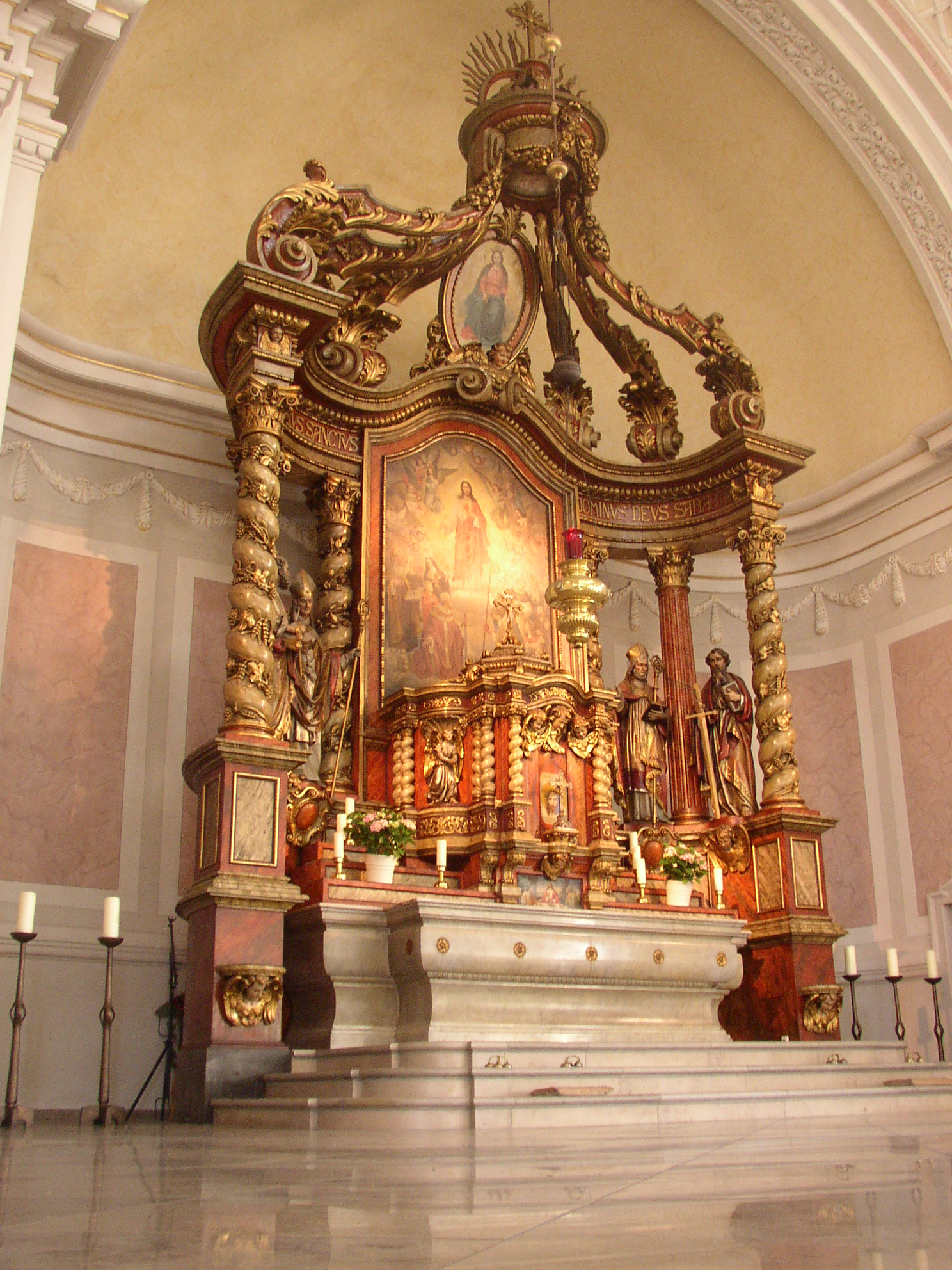
Ołtarz główny
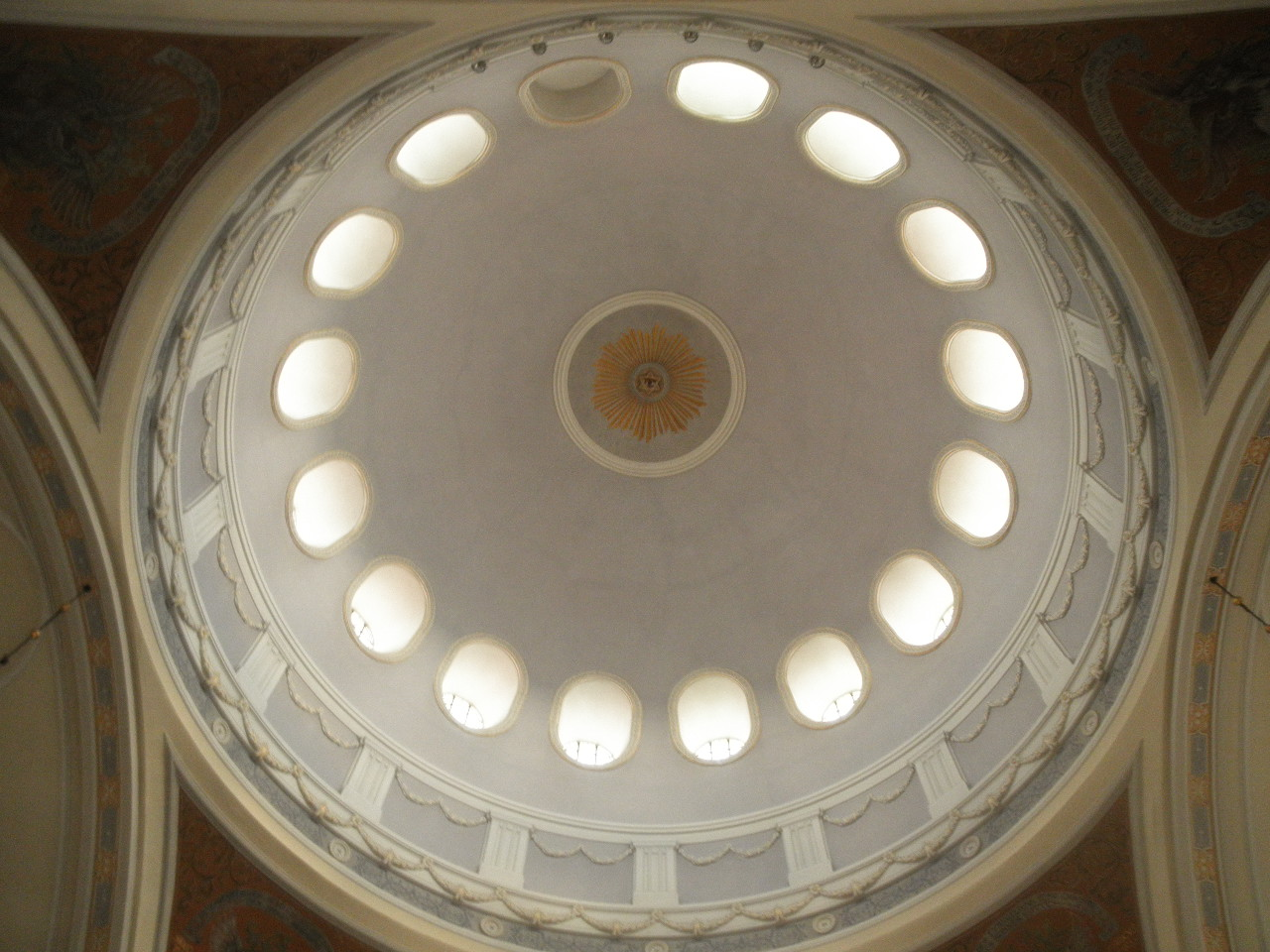
Kopuła od środka
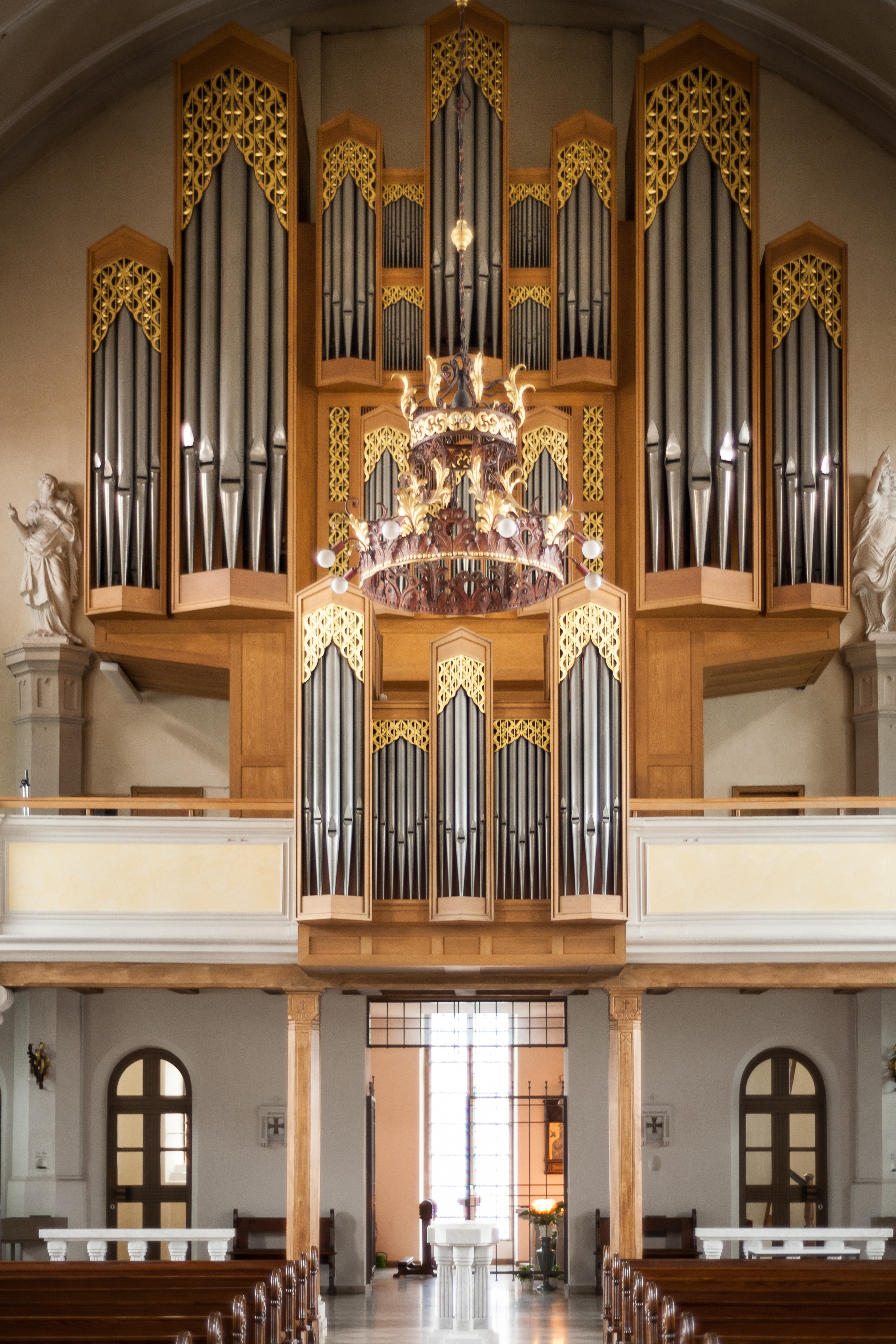
Organy